# 情绪调节
情绪调节就是于情绪反应过程中，对个人体验何种情绪，以及采取何种方式体验抒发情绪产生影响的过程 。在情绪发生的整个过程中，个体进行情绪调节的策略有很多，其中包括情景选择(Situation Selection)，情景修正(Situation Modification)，注意分配(Attentional Deployment)，认知重评(Cognitive Reappraisal)和表达抑制(Expression Suppression)  。于众多情绪调节策略中认知重评和表达抑制是较高频使用来降低情绪反应的两个策略。

## 情绪调节策略
Gross认为，在情绪发生的过程中可供使用的调节策略有很多，但使用频率最高和最有效的策略有两种认知重评(Cognitive Reappraisal)和表达抑制(Expression Suppression)。

### 认知重评
认知重评属于先行关注的情绪调节策略，它指对认知的改变，改变对引起情绪的事件的看法和理解方式，从新认识情绪事件，改变情绪事件可能会给个人带来的情绪性影响及意义的认识，即重新解读或重新构建情感事件以降低负面影响的过程；表达抑制属于反应关注的情绪调节策略，是反应调整的一种，指对可能将要发生或正在发生的情绪表达行为进行抑制 。

### 表达抑制
一种隐藏愤怒表达的方式，比如面部或口头表情，或努力降低愤怒的内在体验(Dunn, Billotti, & Murphy et al., 2009)。但是这种策略常被认为发生在情绪产生之后，与认知重评不同，这种策略虽然可能会减少情绪的外部表达，降低情感事件的损伤，但并不能降低主观的情绪体验。抑制可能会对健康造成负面的影响，血液压力升高、心血管反应性升高

## 情绪调节与睡眠质量的关系
睡眠的匮乏会影响生活中方方面面，比如工作表现、情绪甚至亲密关系。研究发现睡眠不足会导致人类皮质醇(Cortisol)水平的上升，皮质醇即常言的“压力荷尔蒙” 。皮质醇水平上升会显著地放大感知到的压力，让人显得情绪不稳、易怒以及易激惹(Irritable)，此外，长期睡眠不足会引起抑郁、焦虑及其他各种心理或情绪障碍 。
另外，睡眠剥夺对情绪的负面影响比对认知和运动性能的负面影响更强烈 。睡眠剥夺使个体的情绪和情绪的反应性降低，使个体的正性情绪体验减少，负性情绪体验增加  。Paterson等人 的研究也发现，睡眠剥夺会导致个体感受到更加强烈的负性情绪(愤怒、抑郁、害怕和疲惫)以及较少强度和频率的正性情绪(幸福和活力)。
人们普遍抱怨睡眠不足，并认为睡眠不足会降低情绪、情感的调节能力，进而对身心造成负面影响 ，情绪调节可能在情绪体验和睡眠质量的关系中具有重要的作用，例如，Hunt  的研究发现在令人沮丧的事件之后情绪的处理(调节)是应对烦躁的一个有效用的策略。有研究发现，情绪调节策略与睡眠之间存在一定的关系，睡眠剥夺影响大脑额前区的活跃水平 ，并能降低健康被试的情绪调节能力   ；较差的睡眠质量与更差的使用认知重评策略调节情绪的能力呈显著相关。
与健康个体相比，失眠患者更倾向于采用表达抑制(Cognitive Reappraisal)、少采用认知重评(Expression Suppression)的情绪调节方法 。大学生认知重评对睡眠质量有直接的显著影响，表达抑制对睡眠质量没有显著的影响 。由此，情绪调节可以通过对于调节策略的选择，影响个体的睡眠质量。更有研究表明，认知重评策略使用频率与睡眠质量之间呈显著正相关，用认知重评调节情绪的人更加容易有高质量睡眠，情绪调节策略的选择及使用频率对于睡眠质量有着预测作用 。

## 情绪调节与情绪性进食的关系
Gross提出的情绪调节过程模型认为，情绪调节发生在情绪产生的过程之中，不同的情绪调节策略分别在情绪发生发展的不同阶段起作用 。Gratz认为情绪调节包括对情绪的认识和理解，情绪的接受，完成以目标为导向行为的能力，避免冲动行为，消极情绪体验，及其获得有效的情绪调节策略 。
尽管目前对情绪调节的定义存在差异，但研究者们普遍认为，情绪调节(Emotion Regulation)是指个体对情绪的发生、体验与表达施加影响的过程 。
Evers等人检验情绪调节策略以及情绪性进食关系，在分析了无饮食失调症与正常体重女性的情绪化饮食情况之后，结果发现，情绪化经历不会提高食物摄入量，然而使用情绪调节策略反而能够降低饮食行为产生；研究还发现，当与采取认知重评调节情绪的个体比较时，采取表达抑制的个人会摄取更多食物 。
综上所述，由于睡眠质量会影响情绪调节能力，个体情绪调节能力差异会影响个体进食行为从而导致情绪性进食，睡眠质量会影响人体激素平衡从而导致各种异常进食行为。故本研究的最终假设为，睡眠质量与情绪性进食之间存在直接作用，情绪调节在两者间起中介作用。